# GAZ Geräte- und Akkumulatorenwerk Zwickau
GAZ Geräte- und Akkumulatorenwerk Zwickau (kurz: GAZ) ist ein deutsches Unternehmen, das sich auf die Entwicklung und Herstellung von Nickel-Cadmium-Akkumulatoren (Ni-Cd) sowie Batteriespeicher auf der Basis von Lithium-Ionen-Zellen spezialisiert. Das 1884 im sächsischen Zwickau als Friemann & Wolf gegründete Unternehmen ist heute international präsent mit Schwerpunkt auf europäischen Märkten, dem Nahen Osten, Asien und Amerika.

## Geschichte

### Anfänge
Auf der Grundlage der Davy-Lampe entwickelte der sächsische Ingenieur Carl Wolf eine Sicherheitsgrubenlampe mit Benzinbrand, die im Vergleich zu Öllampen heller leuchtete und nicht rußte. 1884 gründete Wolf zusammen mit einem Geschäftspartner die Friemann & Wolf, kurz FrieWo oder Friwo. Zunächst in einer kleinen Werkstatt untergebracht, zog die Produktion bald in eine neu errichtete Fabrik in der Reichenbacher Straße 68 in Zwickau, dem heutigen Standort von GAZ.
Im Jahr 1904 nahm das Unternehmen die Produktion von Karbid-Grubenlampen auf, und sechs Jahre später auch die Herstellung von elektrischen Sicherheitslampen. Diese waren zunächst mit Blei-Säure-Batterien ausgestattet, seit 1913 auch mit Ni-Cd-Akkus. Zu diesem Zeitpunkt besaß das Unternehmen mindestens 75 Patente in mehreren europäischen Ländern als auch in Übersee. 1914 wurde in Zwickau die 1,5-millionste Benzinlampe und 1915 die millionste Karbidlampe hergestellt. Außer untertag wurden sie teilweise auch in den Schützengräben an der Westfront des Ersten Weltkriegs eingesetzt.
In der Zwischenzeit, möglicherweise schon 1890, gründeten Wolf und seine Söhne ein weiteres Unternehmen in der Reichenbacher Straße, dessen Name letztlich als Carl Wolf Söhne festgelegt wurde. Während Friwo weiterhin Grubenlampen und Petroleumbeleuchtung herstellte, wurden alle anderen Produkte in die neue Firma verlagert. Deren Produktpalette umfasste daher unter anderem Feuerzeuge, Petroleumöfen, Küchen- und Fleischereimaschinen, Kaffeemühlen und seit 1899 auch Fahrräder der Marke Regina-Fahrrad.

### 1918–1952
Nach dem Ende des Ersten Weltkriegs wurden die Tochtergesellschaften der Friemann & Wolf G.m.b.H. in Belgien, Frankreich und den USA gemäß Versailler Vertrag enteignet. Einige dieser Unternehmen etablierten sich bald als eigenständige Hersteller von Bergwerksausrüstung auf ihren jeweiligen Märkten; die 1912 in Sheffield, Großbritannien, gegründete Wolf Safety Lamp Company Ltd. ist bis heute tätig.

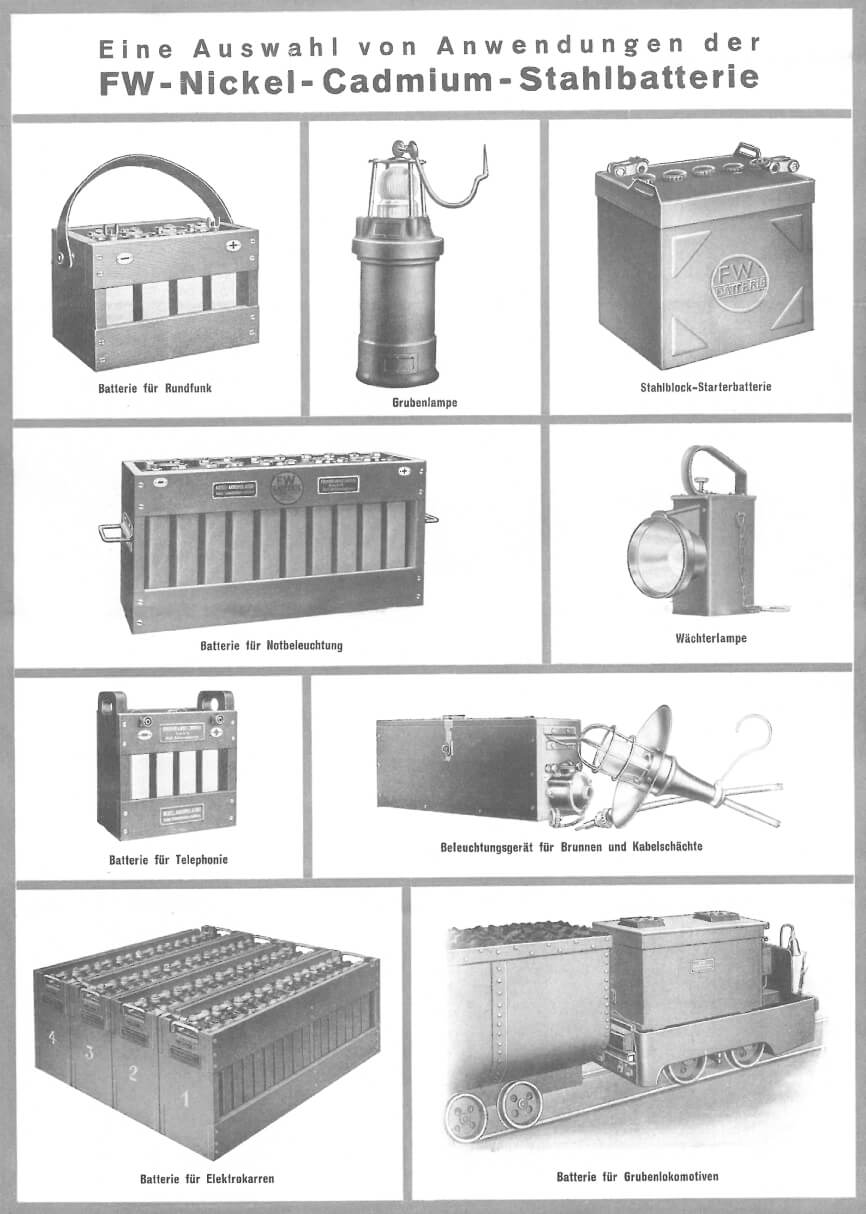
Friemann & Wolf Werbeprospekt von 1938

Anfang der 1920er Jahre wurden Autos zunehmend mit elektrischen Anlassern ausgestattet, und um 1925 begann Friwo daher mit der Herstellung von Autobatterien für Horch und Audi. Die Batterieherstellung wurde allmählich zum zweiten Hauptgeschäftsfeld des Unternehmens, denn im weiteren Verlauf des Jahrzehnts begann Friwo auch die Deutsche Reichsbahn mit Ni-Cd- und Blei-Säure-Batterien zu beliefern. Nach der NS-Machtergreifung wurde die Wehrmacht zu einem wichtigen Kunden, und später wurden Luftschutzlampen mit geschwärzten Glühbirnen ins Programm aufgenommen.
Nach dem Ende des Zweiten Weltkriegs fand sich Zwickau in der sowjetischen Besatzungszone wieder, und im September 1945 wurde das Unternehmen unter sowjetische Militärverwaltung gestellt. Im März des folgenden Jahres sollten die Produktionsanlagen demontiert und nach Polen gebracht werden. Das würde das Ende der Batterieproduktion in Zwickau bedeuten, die allerdings zum einen Teil der von der UdSSR geforderten Reparationsleistungen war und zum anderen für die in Deutschland stationierten sowjetischen Fahrzeuge und sonstige Geräte benötigt wurde. Letztlich durfte ein Drittel der Produktionskapazität zur Erzeugung von Bleibatterien im Werk bleiben.  
Zu diesem Zeitpunkt befand sich der Hauptsitz der Friwo in Duisburg in der britischen Besatzungszone. Waren- und Geldaustausch zwischen Zwickau und Duisburg wurde mindestens bis September 1947 aufrechterhalten, bevor die Beziehungen vollständig abgebrochen wurden. Aus dem Duisburger Standort entwickelten sich mehrere Unternehmen, darunter die Friemann & Wolf Batterietechnik GmbH und die FRIWO Gerätebau GmbH, ein international tätiger Hersteller von Ladegeräten, Akkupacks, Stromversorgungen, LED-Treibern und elektrischen Antriebslösungen. 

### Schwerpunkt auf Batterien
Im April 1952 gab die UdSSR das Zwickauer Werk an die DDR zurück, und es wurde in VEB Grubenlampenwerke Zwickau/Sa., kurz GLZ, umbenannt. Das Unternehmen produzierte eine Vielzahl von elektrischen Beleuchtungsgeräten wie zum Beispiel Eisenbahnsignallampen und Taschenlampen, oder auch tragbare Ni-Cd-Akkus. Die Produktion von Karbidlampen wurde 1958 eingestellt, die von Benzinlampen 1960, und das Unternehmen stellte fortan nur noch elektrische Grubenlampen her.
Der Schwerpunkt verlagerte sich nun auf die Produktion von Blei- und Ni-Cd-Batterien. Unter anderem durch eine Erweiterung der Produktionsfläche und die Beschaffung von Fließbändern konnte die Batterieproduktion zwischen 1952 und 1978 um das 17-fache gesteigert werden. Im Juli 1968 wurde die GLZ in das Kombinat VEB Galvanische Elemente eingegliedert, das seinerseits später Teil des Kombinat VEB Fahrzeugelektrik Ruhla wurde. Dies spiegelte auch die verstärkte Ausrichtung der GLZ auf die Produktion von Autobatterien wider, die 1979 etwa 80 Prozent des Unternehmensportfolios ausmachten. Spezialleuchten für den Bergbau und Industrie allgemein machten zur selben Zeit nurmehr etwa 5 Prozent des Produktionssortiments aus.
Im Jahr 1984, zum 100. Jahrestag der Gründung von Friemann & Wolf, wurde das Unternehmen in Grubenlampen- und Akkumulatorenwerk Zwickau, kurz GAZ, umbenannt. Nach der Friedlichen Revolution und im Zuge der Umstrukturierung durch die Treuhandanstalt ist die Ni-Cd-Batterieproduktion in die GAZ Geräte- und Akkumulatorenwerk Zwickau GmbH umgewandelt worden. Andere Teile des Unternehmens aus der Zeit vor 1990 sind jedoch weiterhin in Zwickau und Umgebung angesiedelt, unter anderem der Autobatteriehersteller Clarios, ehemals Johnson Controls, und der Hersteller von Notbeleuchtung GAZ Notstromsysteme GmbH.
Im Jahr 2005 wurde die GAZ Geräte- und Akkumulatorenwerk Zwickau GmbH Teil von EnerSys, bevor sie 2019 von Bochemie übernommen wurde. Seit 2025 ist GAZ Teil von GAZ Energy, der Akku-Sparte der Bochemie Gruppe. Nach Angaben eines GAZ-Vertreters exportiert das Unternehmen zurzeit in mehr als 120 Märkte weltweit.

## Produktion
Neben den Sinterplattenbatterien für die Luftfahrt stellt GAZ derzeit drei Produktreihen von Ni-Cd-Zellen mit Taschenplattenelektroden her. Bei allen Produkten der GAZ handelt es sich um industrietaugliche Batterien, die häufig in USV-Anlagen, als Batteriespeicher bei Energieerzeugung aus erneuerbaren Quellen, in der Öl- und Gasindustrie, aber auch an Bord von Schiffen oder Flugzeugen zum Einsatz kommen. Unter der Marke GAZ Energy bietet das Unternehmen außerdem Lithium-Ionen-Batteriespeichersysteme an, die zur Ergänzung von Energieerzeugung aus erneuerbaren Quellen in mittlerem und großem Maßstab oder zur Bereitstellung von Systemdienstleistungen konzipiert sind.